# Stefano Bonatti
Stefano Bonatti (Torino, 24 maggio 1902 – Pisa, 23 aprile 1968) è stato un geologo italiano, noto per la scoperta della perrierite-(Ce) e della bonattite.

## Biografia
Si laureò con lode in chimica presso l'Università di Pisa nel 1925, dove fu poi professore di petrografia e quindi mineralogia.
Svolse una lunga carriera accademica: presso l’Accademia navale di Livorno, presso la Scuola Normale Superiore di Pisa (dove fece parte del consiglio direttivo), presso l'Università di Messina, presso l’Istituto di mineralogia e geologia della facoltà di agraria di Pisa (dove fu anche direttore incaricato) e presso la facoltà di scienze matematiche, fisiche e naturali di Pisa (dove fu preside).
Fu, inoltre, socio fondatore della Società italiana di mineralogia e petrologia, direttore generale dei Musei di scienze naturali, membro della commissione consultiva del Centro studi calcolatrici elettroniche del CNR e fu tra i fondatori e presidente della Società italiana di mineralogia e petrologia e dell'Associazione Italiana di Cristallografia.
Valente mineralogista e socio dei Lincei dal 1960, studiò in particolare le sabbie dei fiumi e dei litorali italiani, svolgendo ricerche sulle rocce dell’Elba, sulle rocce ofiolitiche dell’Appennino e sui minerali e fossili riesumati lungo il fiume Elsa a Certaldo.
È noto per le ricerche sull'azione erosiva dell'acido xantogenico: scoprì la "bonattite" (a cui venne dato il suo nome) e, con Glauco Gottardi, scoprì la "perrierite-(Ce)". Ha creato un generatore a raggi X per studiare la struttura al tempo ancora sconosciuta dei minerali e dei composti sintetici, come, appunto, la perrierite.

## Riconoscimenti
- (1947) Ordine del Cherubino
- (1960) Socio corrispondente dell’Accademia Nazionale dei Lincei
- (1964) Medaglia d'oro di benemerito della scuola, della cultura e dell'arte[2]

## Pubblicazioni
Ha realizzato 56 lavori a stampa.
- Studio petrografico delle Alpi Apuane, ed. Provveditorato Generale dello Stato Libreria, 1938
- Guida al corso di mineralogia e geologia, ed. Poligrafico dell'Accademia navale, Livorno, 1959
- Guida mineralogica e petrografica dell'Isola d'Elba, ed. Giardini, 1965